# Dorothea Binz

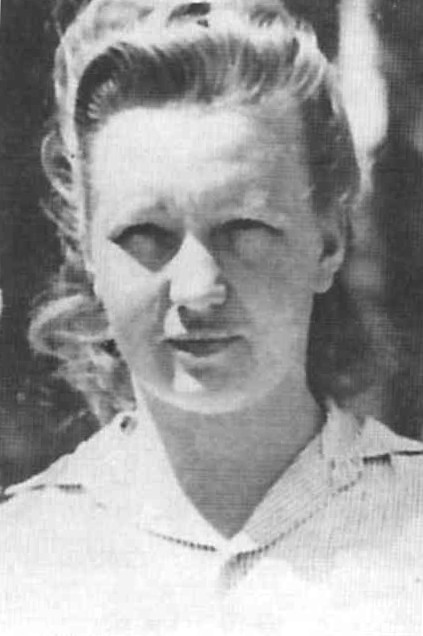
Dorothea Binz

Dorothea Binz (n. 16 martie 1920 - d. 2 mai 1947) a fost o femeie din cadrul trupelor SS, care a fost și gardian la Lagărul de concentrare Ravensbrück, fiind vestită pentru cruzimea ei, motiv pentru care a fost denumită scorpia blondă.
Fiică a unui pădurar, la 10 ani intră în Liga fetelor germane, unde intră în contact cu doctrinele naziste și în special cu antisemitismul.
La 19 ani intră ca gardian în cadrul lagărelor de concentrare.
Aici s-a remarcat prin modul dur în care pedepsea femeile deținute.
După încheierea celui de-al Doilea Război Mondial, este arestată de trupele aliate la 3 mai 1945, condamnată la moarte pentru crime de război și spânzurată.
Este descrisă în cartea La vie d'un stück, scrisă de Juliette Lemaître, fostă deținută a lagărului Ravensbrück.